# Annunzio Paolo Mantovani
Annunzio Paolo Mantovani, mest känd som enbart Mantovani, född 15 november 1905 i Venedig i Italien, död 29 mars 1980 i Tunbridge Wells i Kent i Storbritannien, var en italiensk dirigent specialiserad på underhållningsmusik. Musiken har internationellt klassats under begreppet cascading strings.

## Diskografi

### Populärmusik
- Song Hits from Theatreland, London 125, 1955
- Music from the Films, London 112
- Waltz Encores, London 119
- Film Encores, London 124, 1957
- Gems Forever, London 106, 1958
- Continental Encores, London 147
- Film Encores, Vol. 2, London 164, 1959
- The Music of Victor Herbert and Sigmund Romberg, London 165, 1960
- The Music of Irving Berlin and Rudolf Friml, London 166, 1956
- The American Scene, London 182
- Songs to Remember, London 193, 1960
- Great Theme Music (Music from "Exodus"), London 224, 1961
- Theme from "Carnival", London 3250, 1961
- Themes from Broadway, London 242
- American Waltzes, London 248
- Moon River, London 249, 1962
- Selections from "Stop the World - I Want to Get Off" and "Oliver", London 270
- Latin Rendezvous, London 295
- Manhattan, London 328, 1963
- Folk Songs Around the World, London 360
- The Incomparable Mantovani, London 392
- The Mantovani Sound, London 419, 1965
- Mantovani Olé, London 422
- Mantovani Magic, London 448, 1966
- Mantovani's golden hits, Decca 1967 SKL 4818
- Old and new fangled tangos, Decca 1967 SKL 4893
- Mr. Music, London 474, 1966
- Mantovani/Hollywood, London 516
- The Mantovani Touch, London 526, 1968
- Mantovani/Tango, London 532
- Mantovani ... Memories, London 542
- The Mantovani Scene, London 548, 1969
- The World of Mantovani, London 565, 1969
- Mantovani Today, London 572, 1970
- From Monty with Love, London 585-586, 1971
- An Evening with Mantovani, London 902, 1973
- The Greatest Gift Is Love, London 913, 1975

### Klassisk musik
- Strauss Waltzes, London 118
- Concert Encores, London 133
- Operetta Memories, London 202
- Italia Mia, London 232, 1961
- Classical Encores, London 269
- The World's Great Love Songs, London 280
- Mantovani in Concert, London 578

### Julmusik och sakral musik
- Christmas Carols, London 142, 1954
- Songs of Praise, London 245
- Christmas Greetings, London 338
- Christmas Carols, London LL 913